# Therese Malfatti
Therese Malfatti, née le 1er janvier 1792 à Vienne et morte le 27 avril 1851 dans la même ville, est une musicienne autrichienne, amie de Ludwig van Beethoven.
Elle est connue pour être la femme à qui Beethoven a probablement dédié sa Lettre à Élise.

## Lettre de Ludwig van Beethoven à Thérèse Malfatti
« Que vous êtes heureuse d'avoir pu si tôt partir pour la campagne. Ce n'est que le 8 que je pourrai jouir de cette félicité. Je m'en réjouis comme un enfant. Quel plaisir alors de pouvoir errer dans les bois, les forêts, parmi les arbres, les herbes, les rochers. Personne ne saurait aimer la campagne comme moi. Les forêts, les arbres, les rochers nous rendent en effet l'écho désiré. » (Vienne, mai 1810)

## La « lettre à Thérèse » devenue « lettre à Élise »
Cette bagatelle en la mineur est composée en 1810 mais tombe bientôt dans l'oubli. Ce n'est que 38 ans après la mort du compositeur, en 1865, que le musicologue Ludwig Nohl découvre la partition manuscrite. Celle-ci est alors en si mauvais état que seules les deux dernières lettres du titre (« SE ») sont encore visibles. Nohl les rapproche de manière arbitraire du nom d'« Élise » (alors qu'a priori il n'y avait pas de jeune femme portant ce prénom dans l'entourage de Beethoven). Deux ans plus tard, il fait ainsi imprimer la partition sous le titre de Für Elise, qui connaît un succès fulgurant.

## Repères biographiques
Thérèse Malfatti était la fille d'un marchand viennois, Jacob Friedrich Malfatti (1769-1829), et une cousine du riche et réputé médecin Johann Baptist Malfatti von Monteregio (1775-1859). Son père, qui à partir de 1804 possédait un domaine à Walkersdorf am Kamp (Grafenegg), fut anobli en 1806 et reçut le titre de "Edler von Rohrenbach zu Dezza". Sa sœur cadette Anna (1792-1869) a de son côté épousé l'ami de Beethoven Ignaz von Gleichenstein en 1811.
Thérèse était, elle, "l'objet de l'affection et du projet de mariage de Beethoven en 1810". En avril ou mai de cette année, Beethoven lui écrivit une lettre qui se terminait ainsi : « Je vous souhaite toutes les bonnes et belles choses de cette vie. Gardez-moi en mémoire – personne ne peut vous souhaiter une vie plus lumineuse et plus heureuse que moi – même si vous ne vous en souciez pas du tout. Votre dévoué serviteur et ami Beethoven ».
Le fait que la partition ait été trouvée parmi ses papiers personnels renforce l'hypothèse de la dédicace à Thérèse de la pièce pour piano connue aujourd'hui sous le nom de Für Elise,. Néanmoins, certaines autres hypothèses existent, dont celle du musicologue allemand Klaus Martin Kopitz qui soutient que la dédicataire serait Elisabeth Röckel.

## Source
- (en) Cet article est partiellement ou en totalité issu de l’article de Wikipédia en anglais intitulé « Therese Malfatti » (voir la liste des auteurs).